# جيني رايت
جيني رايت (بالإنجليزية: Jenny Wright)‏ (مواليد 1962) هي ممثلة، وممثلة تلفزيونية، من الولايات المتحدة الأمريكية، ولدت في مدينة نيويورك.

## وصلات خارجية
- جيني رايت على موقع IMDb (الإنجليزية)
- جيني رايت على موقع ميتاكريتيك (الإنجليزية)
- جيني رايت على موقع روتن توميتوز (الإنجليزية)
- جيني رايت على موقع ألو سيني (الفرنسية)
- جيني رايت على موقع أول موفي (الإنجليزية)
- جيني رايت على موقع إن إن دي بي (الإنجليزية)
- جيني رايت على موقع قاعدة بيانات الفيلم (الإنجليزية)
- جيني رايت على موقع ليتربوكسد (الإنجليزية)
- جيني رايت على موقع كينوبويسك (الروسية)